# IP9
O IP9 - Itinerário Principal n.º 9 é um Itinerário Principal de Portugal.
Liga Viana do Castelo a Vila Real, englobando, neste caso, as seguintes autoestradas e vias rápidas:
- A 27 - Viana do Castelo - Ponte de Lima
- A 3 - Ponte de Lima - Braga
- A 11 - Braga - Castelões
- A 4 - Castelões - Vila Real (parte do IP 4)

## Saídas

### Viana do Castelo - Vila Real

#### A 27 - Viana do Castelo - Ponte de Lima
| Número da Saída | Nome da Saída           | Estrada que liga |
| --------------- | ----------------------- | ---------------- |
|                 | A 28 / Viana do Castelo | A 28             |
| 1               | Nogueira / Torre        | N 202            |
| 2               | Meixedo                 |                  |
| 3               | Estorãos / Paredes      |                  |
| 4               | Agoeiros / Ribeiros     | N 201            |
| 5               | A 3 / IC 28             | A 3 IC 28        |

#### A 3 - Ponte de Lima - Braga
| Número da Saída | Nome da Saída               | Estrada que liga |
| --------------- | --------------------------- | ---------------- |
| 12              | A 27 / IC28 / Ponte de Lima | A 27 IC 28       |
| 11              | Ponte de Lima (sul)         | N 203            |
| 10              | Anais / Vila Verde          | N 201            |
| 9               | Braga / A 11                | A 11             |

#### A 11 - Braga - Castelões
| Número da Saída | Nome da Saída     | Estrada que liga |
| --------------- | ----------------- | ---------------- |
| 3               | Braga (oeste)     | N 103 A 3        |
| 4               | Braga (Ferreiros) | N 103            |
| 5               | Braga (circular)  |                  |
| 5A              | Celeirós          | A 3              |
| 6               | Guimarães (oeste) | N 206 N 310      |
| 7               | Selho             | A 7              |
| 8               | Guimarães (sul)   | N 105            |
| 9               | Calvos            | A 7              |
| 10              | Vizela            |                  |
| 11              | Felgueiras        |                  |
| 12              | Lousada - A 42    | A 42             |
| 13              | N 15              | N 15             |
| 14              | N 211             | N 211            |
| 15              | Castelões         | A 4              |

#### A4 - Castelões - Amarante
| Número da Saída         | Nome da Saída    | Estrada que liga |
| ----------------------- | ---------------- | ---------------- |
| 10                      | A 11 / Castelões | A 11             |
| 11                      | Amarante (oeste) |                  |
| 12                      | Cepelos          |                  |
| 13                      | Amarante         | N 210            |
| 14                      | Padronelo        | N 101            |
| 15                      | Marão            | IP 4             |
| Túnel do Marão (5665 m) |                  |                  |
| 16                      | Campeã           |                  |
| 17                      | Vila Real Este   | IP 4             |